# صدى الملاعب
صدى الملاعب هو برنامج رياضي تعرضه قناة إم‌ بي‌ سي 1، في البداية كان يقدمه المذيع السعودي محمد الشهري كل جمعة الساعة 11 مساء عن الكرة السعودية فقط، وبعد 3 سنوات توقف عرض البرنامج ثم عاد بحُلَّة جديدة ليعرض يوميًّا لمدة ساعة واحدة من الثانية عشرة والنصف إلى الواحدة والنصف صباحًا. ويقدم البرنامج الإعلامي السوري مصطفى الآغا، ويعرض جميع الأخبار الرياضية العربية والعالمية، ويناقش العديد من المواضيع الرياضية، ويستضيف عددًا كبيرًا من المختصين والمحللين لإثراء البرنامج أكثر، إضافة إلى استضافة العديد من الفنانين المعروفين في مجالات التمثيل أو الغناء للخروج من أجواء البرنامج الرياضية وإعطائه روحًا جديدة مميَّزة ولا سيَّما في الأوقات التي لا تشهد أحداثًا رياضية كبيرة.
استمرَّ عرض البرنامج مدَّة تسعة عشر عامًا، من 2006 إلى أن توقف في شهر أبريل 2025.

## بداية الفكرة
- فكرة صدى الملاعب جاءت من شقيقها الأكبر (أصداء كأس العالم) والتي جاءت قبيل كأس العالم، وكان السؤال الملح في إم بي سي يتركز حول ما يمكن تقديمه من خلال تسعين ثانية هي جملة ما هو مسموح بعرضه من أية مباراة خلال الكأس مع تسعين ثانية أخرى بدون لعب... فكانت فكرة أن يكون كل الناس ضيوفا في البرنامج من خلال إشراكهم فيه بطريقة أو بأخرى ن ومن خلال معادل موضوعي يتقارب من الغالبية من الناس ولا يكون للمختصين فقط.

وقد حصل البرنامجان على جائزة الأفضل في التلفزيونات العربية، فـ«أصداء كاس العالم» نال المرتبة الأولى من قبل القنوات متخصصة، و«صدى الملاعب» نال اللقب العربي المصري (حسب الأهرام العربي)، وكان ما يزال في عامه الأول.

وفي استفتاء آخر قامت به مجلة سوبر الرياضية الإماراتية فاز مصطفى الآغا بثلاث جوائز هي: جائزة أفضل مقدم نشرات أخبار، وجائزة أفضل مقدم استوديو تحليلي، وجائزة ثاني أفضل مقدم برامج.

## توقف البرنامج
في نهاية شهر مارس 2025 أعلن مقدم البرنامج مصطفى الآغا توقفَ البرنامج في منشور على وسائل التواصل الاجتماعي كتب فيه: «الجمعة والسبت 4/ 4، و5/ 4 إن شاء الله آخر حلقتين من صدى الملاعب. البرنامج الذي تشرفت بإدارته على مدى 19 عامًا. حقق فيها كل الجوائز الإعلامية، ودخل كل بيت عربي، ولكن آن له أن يتوقف. شكرًا لمحبَّتكم وثقتكم. والشكر لقناة كل العرب MBC1، ولرئيس مجلس إدارتها الشيخ وليد الإبراهيم، ولكل فرد فيها على الدعم والمؤازرة خلال هذه السنوات الطويلة. أنا مستمر مع القناة في «الحلم» وبرامج أُخرى قادمة إن شاء الله».

## الجوائز
- فاز بجائزة الإعلام المرئي عن فئة أفضل برنامج رياضي في الدورة الواحدة والعشرين من جائزة الإعلام العربي التابعة لنادي دبي للصحافة عام 2022.[3]
- حقق البرنامج في سنته الأولى أكثر من جائزة، منها جائزة مجلة الأهرام العربي التي تصدر عن مؤسسة الأهرام الصحفية بجمهورية مصر العربية والتي تُمنح لأفضل البرامج الرياضية العربية في عام 2012، وبعدها بأقل من شهر فازت قناة MBC باستفتاء موقع كووورة لأفضل القنوات تحليلًا لبطولة كأس الخليج 18 في الإمارات.[4]

## الروابط الخارجية
- موقع صدى الملاعب (الرسمي).

.